# La Traversée du désir
Pour plus de détails, voir Fiche technique et Distribution.
La Traversée du désir est un documentaire réalisé par Arielle Dombasle et présenté pour la première fois le 16 mars 2009 à la Fondation Cartier pour l'art contemporain. Il a été par la suite diffusé pour la première fois à la télévision le jeudi 14 février 2013 à 00h10 sur la chaîne franco-allemande Arte.
Caméra au poing, Arielle Dombasle a, entre 2001 et 2009, posé singulièrement la même question à bon nombre de personnalités qu'elle a pu croiser : « Quel a été votre premier désir ? »
Le titre est un clin d'œil à l'expression « Traversée du désert ».

## Personnalités interrogées
Parmi les personnes interrogées, figurent notamment, :
- Nicolas Sarkozy,
- Mickey Rourke,
- Jeanne Balibar,
- Karl Lagerfeld,
- Kylie Minogue,
- Jacques Chirac,
- Christian Louboutin,
- Fanny Ardant,
- Thierry Ardisson,
- Marie Beltrami,
- Marisa Berenson,
- Pierre Bergé,
- Tony Blair,
- Guillaume Depardieu,
- Jean Dujardin,
- Jean-Paul Gaultier,
- Julie Gayet,
- Pascal Greggory,
- Isabelle Huppert,
- Marc Jacobs,
- Lenny Kravitz,
- John Malkovich,
- Fred Vargas,
- Frédéric Mitterrand.